# Voodoo (álbum de Alexz Johnson)
Voodoo é o primeiro LP solo da atriz e cantora Alexz Johnson que foi lançado em sua versão eletrônica no dia 10 de Março de 2010, e fisicamente no dia 30 de março de 2010, através da Orange Lounge Recordings, inDiscover Recordings.